# Park Jung-tae
Park Jung-tae (Corea, 1943 – Toronto, 11 aprile 2002) è stato un artista marziale sudcoreano, maestro 9º dan Taekwondo, fondatore della Global Taekwon-do Federation.

## Gioventù
Park nacque nel 1943 o nel 1944 in Corea, durante il periodo della occupazione giapponese. Iniziò ad allenarsi nelle arti marziali sin da bambino, iniziando con il pugilato prima di passare dallo judo al taekwondo. Park fu uno dei dodici maestri originari di taekwondo della Korea Taekwon-Do Association. Nel 1964, fu nominato secondo presidente della Korean Tae Soo Do Association. Dal 1965 al 1967, raggiunse il grado di4º dan e fu capo istruttore dei soldati in Vietnam.

## Ultimi anni
Park morì l'11 aprile 2002 in seguito alle sue pessime condizioni di salute. Sopravvissero la moglie e i suoi figli: Juliann, Heather, and Christopher. Linda Park succedette al marito nella presidenza della GTF, e detiene il grado di 9º dan onorario.
Park è inserito nella lista dei pionieri del Canada (Anni 1970) nella Chang Keun Choi la lista dei pionieri del Taekwon-do.